# Морозівська сільська рада (Брусилівський район)
Морозівська сільська рада — колишня адміністративно-територіальна одиниця та орган місцевого самоврядування у Брусилівському районі Білоцерківської і Київської округ, Київської та Житомирської областей Української РСР та України з адміністративним центром у с. Морозівка.

## Населені пункти
Сільській раді були підпорядковані населені пункти:
- с. Морозівка
- с. Малинівка

## Населення
Відповідно до перепису населення СРСР, станом на 17 грудня 1926 року, чисельність населення ради становила 1 300 осіб, з них, за статтю: чоловіків — 612, жінок — 688; етнічний склад: українців — 1 300. Кількість господарств — 283.
Станом на 5 грудня 2001 року, відповідно до перепису населення України, кількість мешканців сільської ради становила 1 177 осіб.

## Склад ради
Рада складалася з 16 депутатів та голови.

### Керівний склад сільської ради
| ПІБ                           | Основні відомості                                                                      | Дата обрання | Дата звільнення |
| ----------------------------- | -------------------------------------------------------------------------------------- | ------------ | --------------- |
| Недашківська Олена Степанівна | Сільський голова, 1963 року народження, освіта, Всеукраїнське об'єднання «Батьківщина» | 26.03.2006   | 31.10.2010      |
| Недашківська Олена Степанівна | Сільський голова, 1963 року народження, освіта незакінчена вища, позапартійна          | 31.10.2010   |                 |

Примітка: таблиця складена за даними джерела

## Історія
Створена 1923 року в с. Морозівка Брусилівської волості Радомисльського повіту Київської губернії. 16 січня 1923 року до складу ради включено хутір Краківщина ліквідованої Краківщинської сільської ради Брусилівської волості. 7 березня 1923 року включена до складу новоствореного Брусилівського району Білоцерківської округи.
Станом на 1 вересня 1946 року сільська рада входила до складу Брусилівського району Житомирської області, на обліку в раді перебували с. Морозівка та х. Краківщина.
11 серпня 1954 року, відповідно до указу Президії Верховної ради Української РСР «Про укрупнення сільських рад по Житомирській області», сільську раду ліквідовано, територію та населені пункти приєднано до складу Соловіївської сільської ради Брусилівського району. Відновлена 28 жовтня 1992 року, відповідно до рішення Житомирської обласної ради, в складі сіл Малинівка та Морозівка Соловіївської сільської ради Брусилівського району.
Ліквідована 28 грудня 2016 року через об'єднання до складу Брусилівської селищної територіальної громади Брусилівського району Житомирської області.